# Beats'n'Cubes Vol.1
Beats'n'Cubes Vol.1 è un album del DJ e produttore francese Étienne de Crécy. È stato rilasciato il 4 aprile 2011 dall'etichetta Pixadelic.

## Tracce
1. Welcome (Studio version) – 1:27
2. Hope (Studio version) – 5:40
3. Binary (original mix) – 3:33
4. No Brain – 4:32
5. No Brain (Alex Gopher & Pierrick Devin remix) – 6:04
6. No Brain (Paul Chambers remix) – 5:51
7. No Brain (Autoerotique remix) – 5:16
8. Welcome (feat. The Bloody Beetroots) – 3:56
9. Welcome (Pablo Decoder remix) – 6:28
10. Welcome (Global Warning remix) – 6:45
11. Welcome (live version) – 5:35
12. Hope (DIM remix) – 5:54
13. Hope (Djedjotronic remix) – 4:58
14. Hope (live version) – 6:53
15. Hope (studio version alternate remix) – 4:52
16. Binary (Disco Of Doom remix) – 6:04
17. Binary (Dirty Disco Youth remix) – 4:55
18. Binary (Supabeatz & Jay Robinson remix) – 4:27
19. Binary (Clap Rules remix) – 7:20
20. Binary (Etienne De Crecy & Mr Jo remix) – 6:20
21. No Brain (Serge Santiago remix) – 7:21
22. No Brain (Nobody Beats The Drum remix) – 5:09
23. No Brain (Munk remix) – 6:42
24. No Brain (Disco Villains remix) – 7:43
25. No Brain (TAI remix) – 6:46